# Клінгнау
Клінгнау (нім. Klingnau) — місто  в Швейцарії в кантоні Ааргау, округ Цурцах.

## Географія
Місто розташоване на відстані близько 95 км на північний схід від Берна, 26 км на північний схід від Аарау.
Клінгнау має площу 6,7 км², з яких на 19,2% дозволяється будівництво (житлове та будівництво доріг), 37,9% використовуються в сільськогосподарських цілях, 34,7% зайнято лісами, 8,2% не є продуктивними (річки, льодовики або гори).

## Демографія
2019 року в місті мешкало 3536 осіб (+14,1% порівняно з 2010 роком), іноземців було 29,1%. Густота населення становила 527 осіб/км².
За віковим діапазоном населення розподілялося таким чином: 19,7% — особи молодші 20 років, 60,4% — особи у віці 20—64 років, 19,9% — особи у віці 65 років та старші. Було 1524 помешкань (у середньому 2,3 особи в помешканні).
Із загальної кількості 1073 працюючих 36 було зайнятих в первинному секторі, 456 — в обробній промисловості, 581 — в галузі послуг.